# 城市乡村事务部 (沙特阿拉伯)
城市与鄉村事务部（阿拉伯语：‎，缩写为MOMRA）是沙特阿拉伯进行城市和乡村规划，建设和维护基础设施，改善和美化农村和城市地区的发展、保持环境的清洁卫生，以及相应的健康管理服务的部门。

## 历史
部门的设置最早是根据沙特王国回历21/2/1345发布的皇家法令第八部分市政议会（ المجالس العمومية البلدية）条款，和第九部分市级管理委员会（لجان الإدارة للبلديات）条款。

## 组织结构[2]

### 城乡事务秘书处
- 科学技术办公室
- 国家建筑编码委员会
- 项目发展管理中心
- 附属机构管理处
- 法律事务管理办公室

### 直属机构
- 部门办公室
- 最高市政管理委员会秘书处
- 内部审查管理处
- 公共关系和宣传管理处
- 市政信息中心

#### 人事信息管理处部
- 内联办公室
- 人力资源发展办公室
- 人事运营办公室

#### 城市发展部
- 建筑设计管理办公室
- 建筑研究管理办公室
- 区域规划办公室
- 交通运输和交通工程办公室

#### 技术事务部
- 工程事务管理办公室
- 建筑编码管理办公室
- 修造管理办公室
- 排水和防洪办管理公室
- 自然灾害管理办公室
- 建筑实验办管理公室

#### 市政事务部
- 公共卫生管理办公室
- 市政事务管理办公室
- 职业事务管理办公室
- 食品和水实验管理办公室

#### 计划和项目事务部
- 预算管理办公室
- 计划管理办公室
- 投资发展管理办公室
- 产权征收科（ وحدةنزع ملكية）

#### 土地及测量事务部
- 土地事务管理办公室
- 授权管理办公室
- 测量及地图管理办公室
- 所有权管理办公室

#### 农村事务部
- 农村事务办公室

#### 分类承包事务部
- 研究管理办公室

- 技术事务管理办公室
- 质量品质管理办公室
- 登记管理办公室
- 法律事务管理办公室

#### 财政管理事务部
- 财政事务管理办公室
- 采购及投标办公室
- 公共服务办公室
- 通讯管理中心

## 领导人
- 1975年-1979年，马吉德·本·阿卜杜勒·阿齐兹王子殿下
- 2009年-2015年，曼苏尔·本·穆特尔布·本·阿卜杜勒阿齐兹亲王殿下
- 2015年-至今，工程师 阿卜杜勒·拉蒂夫·本·阿卜杜勒·马利克·谢赫

## 部门项目

### 环境健康项目

#### 公共卫生管理办公室
- 蚊虫控制

##### 食品监管
- 食品加工企业食品处理指导
- 食源性疾病控制
- 食品添加剂控制
- 转基因食品控制
- HACCP体系

##### 屠宰场监管
- 屠宰技术控制
- 屠宰卫生和技术要求
- 肉类检验规程
- 冷藏冷冻要求
- 家禽屠宰场设计
- 家禽屠宰场培训
- 家禽废弃物管理
- 禽肉检验
- 处置死亡动物和屠宰方法要求

##### 食品和水实验管理办公室
- 微生物和化学物质对食品影响
- 抽样

##### 卫生管理
- 生物废弃物处理
- 卫生标准
- 招标

### 空间和地图
- 提出和指定有关地籍工作的计划和总体政策，组织和监督各部门和私营部门的活动
- 以1：500至1：20000的比例提供城市和村庄的详细地理信息，建立和监测常设地点和集约点，并与国家网络连接。
- 航空测绘
- 国家地理信息系统建设